# Giải BAFTA lần thứ 17
Giải BAFTA lần thứ 17, được trao bởi Viện Hàn lâm Nghệ thuật Điện ảnh và Truyền hình Anh quốc năm 1964 để tôn vinh những bộ phim xuất sắc nhất năm 1963.

## Chiến thắng và đề cử

### Phim hay nhất
Tom Jones 
- 8½
- Billy Liar
- David and Lisa
- Hud
- Days of Wine and Roses
- The Servant
- This Sporting Life
- Giết con chim nhại
- Divorce, Italian Style
- Four days of Naples
- Knife in the Water

### Phim Anh hay nhất
Tom Jones 
- Billy Liar
- The Servant
- This Sporting Life

### Nam diễn viên nước ngoài xuất sắc nhất
Marcello Mastroianni trong Divorce, Italian Style 
- Howard Da Silva trong David and Lisa
- Jack Lemmon trong Days of Wine and Roses
- Paul Newman trong Hud
- Gregory Peck trong Giết con chim nhại

### Nam diễn viên Anh xuất sắc nhất
Dirk Bogarde trong The Servant 
- Tom Courtenay trong Billy Liar
- Richard Harris trong This Sporting Life
- Albert Finney trong Tom Jones
- Hugh Griffith trong Tom Jones

### Nữ diễn viên Anh xuất sắc nhất
Rachel Roberts trong This Sporting Life 
- Julie Christie trong Billy Liar
- Sarah Miles trong The Servant
- Edith Evans trong Tom Jones
- Barbara Windsor trong Sparrows Can't Sing

### Nữ diễn viên nước ngoài xuất sắc nhất
Patricia Neal trong Hud 
- Lee Remick trong Days of Wine and Roses
- Daniela Rocca trong Divorce, Italian Style
- Joan Crawford trong What Ever Happened to Baby Jane?
- Bette Davis trong What Ever Happened to Baby Jane?

### Kịch bản Anh hay nhất
Tom Jones - John Osborne 